# Helsingör

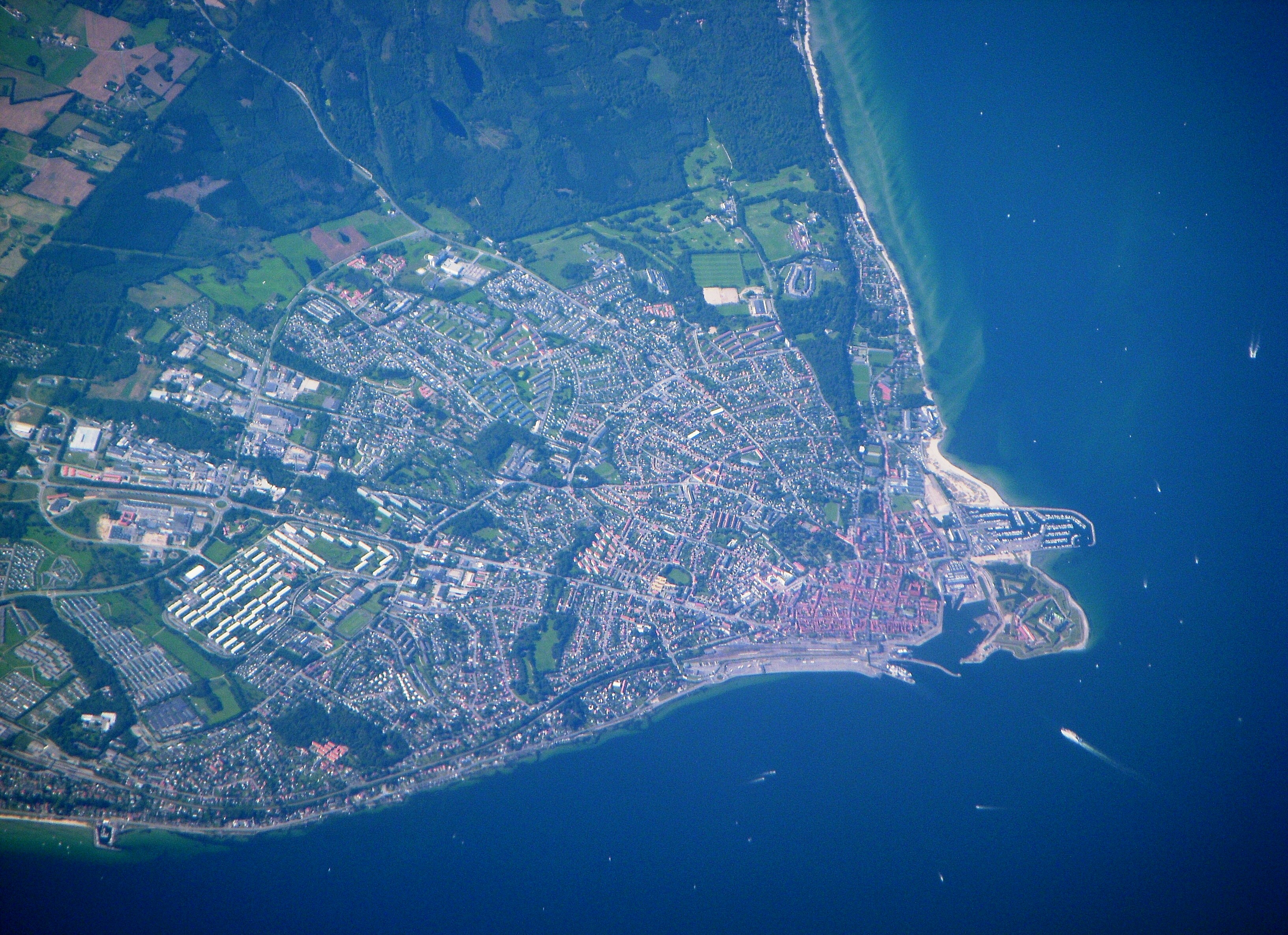
Helsingör från luften

Helsingör (danska: Helsingør) är en hamnstad på Själland i östra Danmark. Det är den danska stad som ligger närmast Sverige och är en del av Öresundsregionen. Tre rederier, bland andra Öresundslinjen, trafikerar Helsingborg på den svenska sidan av Öresund.
Järnvägsförbindelser finns söderut mot Köpenhamn, sydväst mot Hillerød, och nordväst på Hornbækbanen mot Gilleleje.
Staden har varit biskopssäte i Helsingörs stift sedan 1961.

## Historia
Helsingör nämns för första gången som köpstad 1231 i Kung Valdemars Jordebog. Den låg då strax söder om den senmedeltida staden, invid borgen Flynderborg. Resterna av denna borg grävdes bort vid järnvägens anläggande i slutet av 1800-talet. Den 2 juni 1426 fick staden utvidgade stadsrättigheter av Erik av Pommern, som samtidigt flyttade bebyggelsen till området kring Sankt Olai kyrka. År 1429 införde kungen Öresundstullen som betydde en stor ökning i handeln i Helsingör. Även om tullen gick direkt till kungen, kunde fartygen då de ändå var tvungna att lägga till i staden passa på att proviantera. Öresundstullen har haft ett avgörande inflytande i Helsingörs historia. Borgen Krogen byggdes som en direkt följd av tullen. På 1500-talet byggdes det nuvarande slottet Kronborg på platsen för den gamla borgen.
Helsingör blev på både gott och ont beroende av sjöfarten. I krigs- och olyckstider märktes det omedelbart i Helsingör, pesten 1710–11 dödade en tredjedel av stadens invånare. I gengäld kom utländska idéer och uppfinningar snabbt till Helsingör, tack vare den kontakt med utländska handels- och sjömän som Öresundstullen innebar. Detta kan bland annat ses på byggnaderna i trakten.
Öresundstullens upphävande 1857 ledde till en djup ekonomisk kris i staden, då skeppen inte längre behövde ankra i Helsingör för att betala tull. Redan 1882 börjar dock ett nytt kapitel i Helsingörs historia, då Helsingør Skibsværft og Maskinbyggeri grundades. Det blev startskottet till industrialiseringen av staden.
År 1892 öppnades tågfärjeförbindelsen med Helsingborg och då Kystbanen öppnade 1897, blev Helsingör en knutpunkt för resande mellan övriga Skandinavien och kontinenten.
Under 1930-talet ökade stadens befolkning kraftigt, och stadens areal tredubblades mellan 1930- och 1970-talet. Utöver gränshandeln, vars betydelse minskat under de senaste åren, förekommer en omfattande pendling till Köpenhamn.

## Sport
Helsingør VK blev under 1970- och 1980-talen flera gånger danska mästare i volleyboll.

## Sevärdheter
- Kronborgs slott
- Sankt Mariæ Kirke och Vår Frue kloster
- karmelitkloster
- S:t Olai Kirke
- M/S Museet for Søfart
- Danmarks Tekniske Museum
- Skibsklarerergaarden
- Öresundsakvariet
- Helsingør Bymuseum

## Bilder

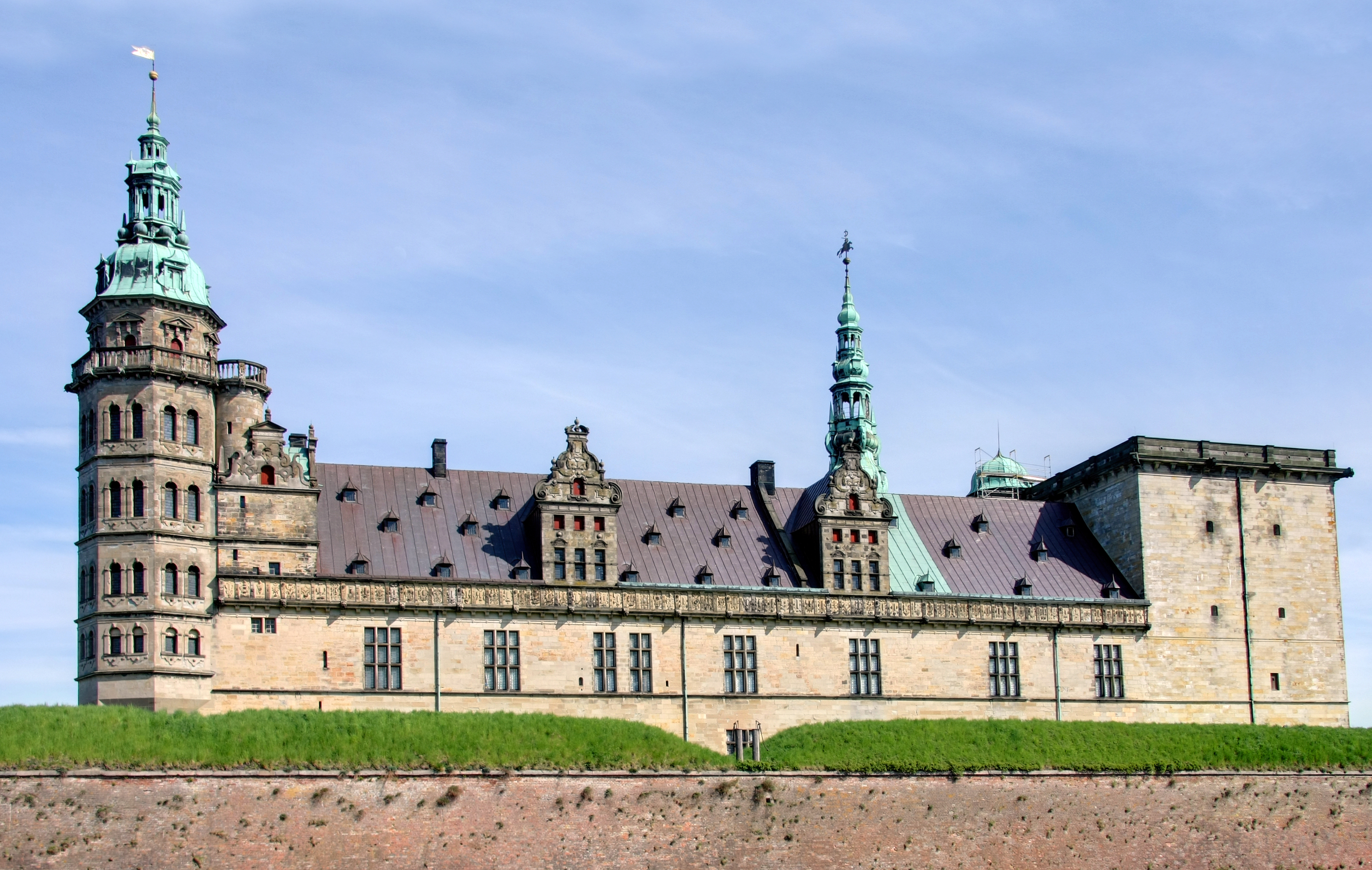
Kronborgs slott
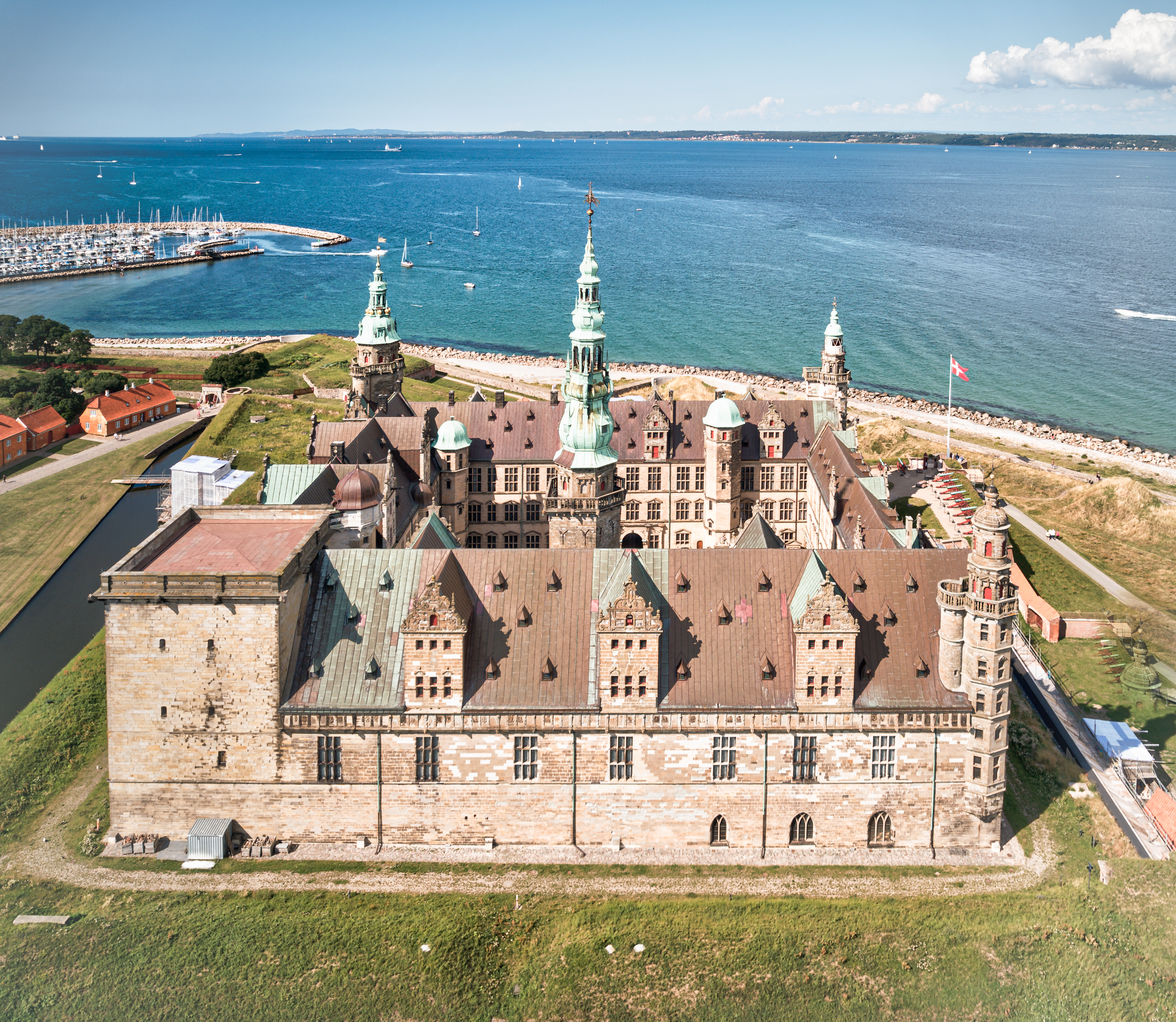
Kronborg och norra Öresund
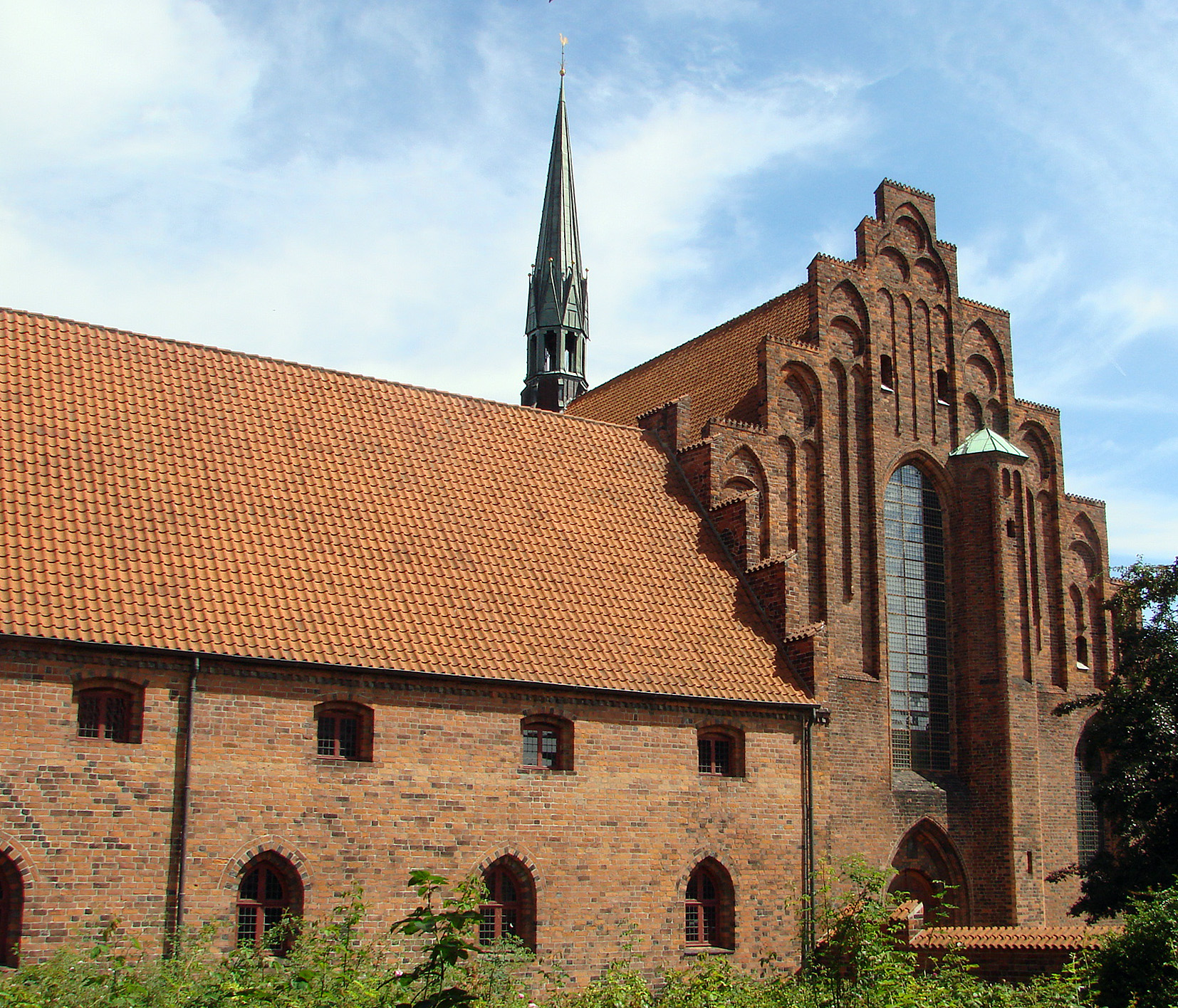
Sankt Mariæ Kirke och Vår Frue kloster
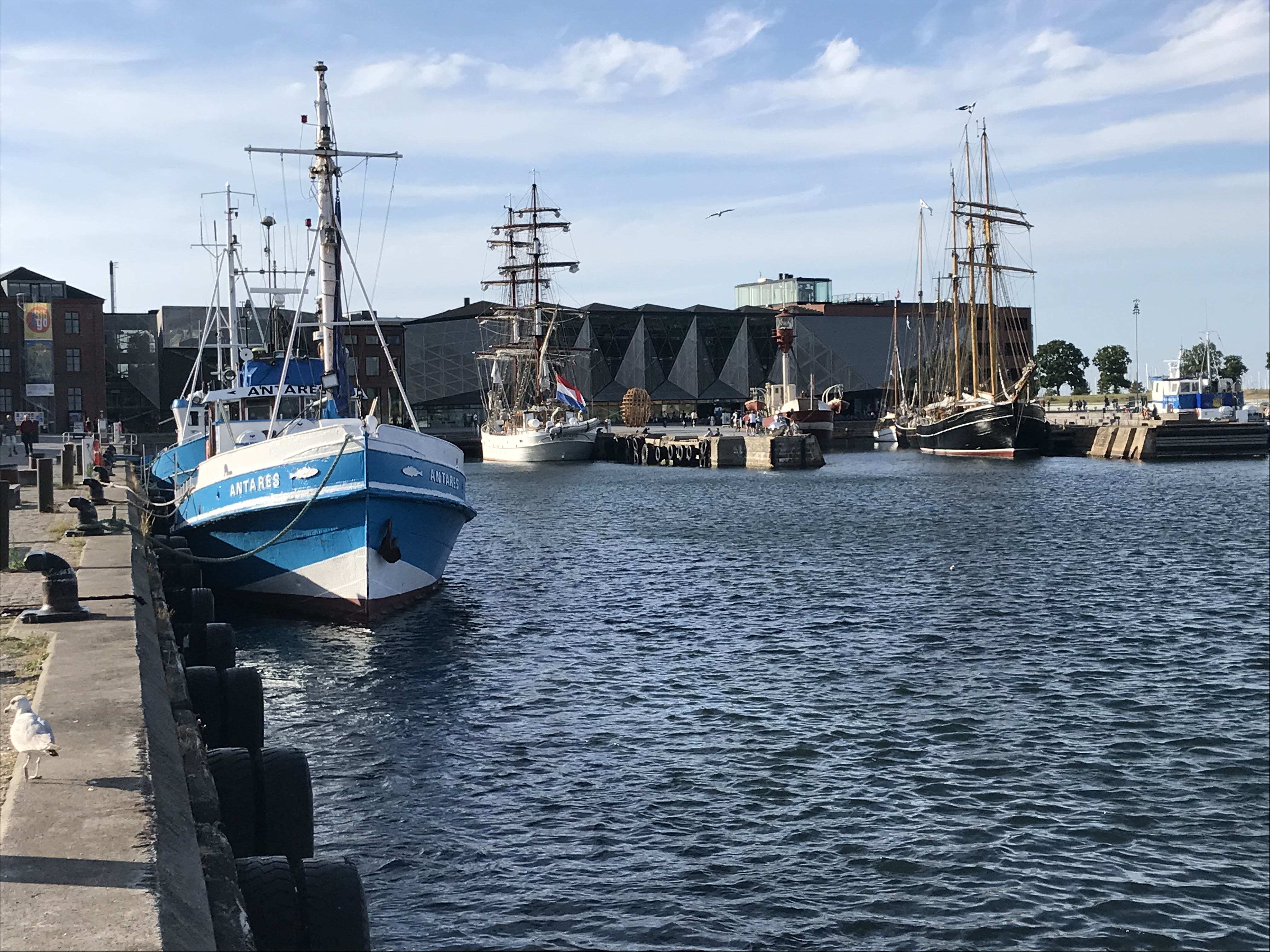
Hamnbassängen med Kulturværftet i bakgrunden, tidigare Helsingør Skibsværft og Maskinbyggeri A/S
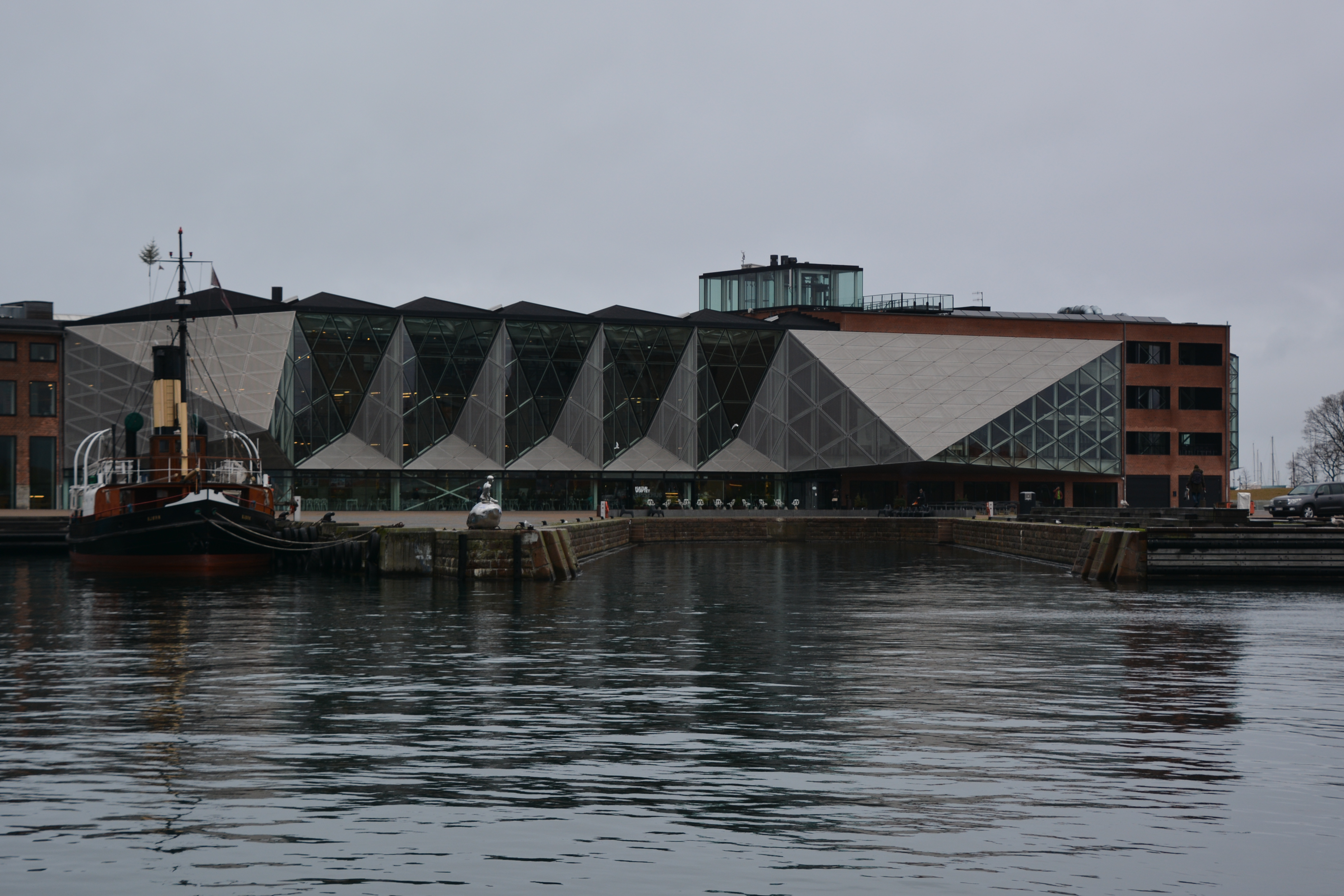
Kulturværftet
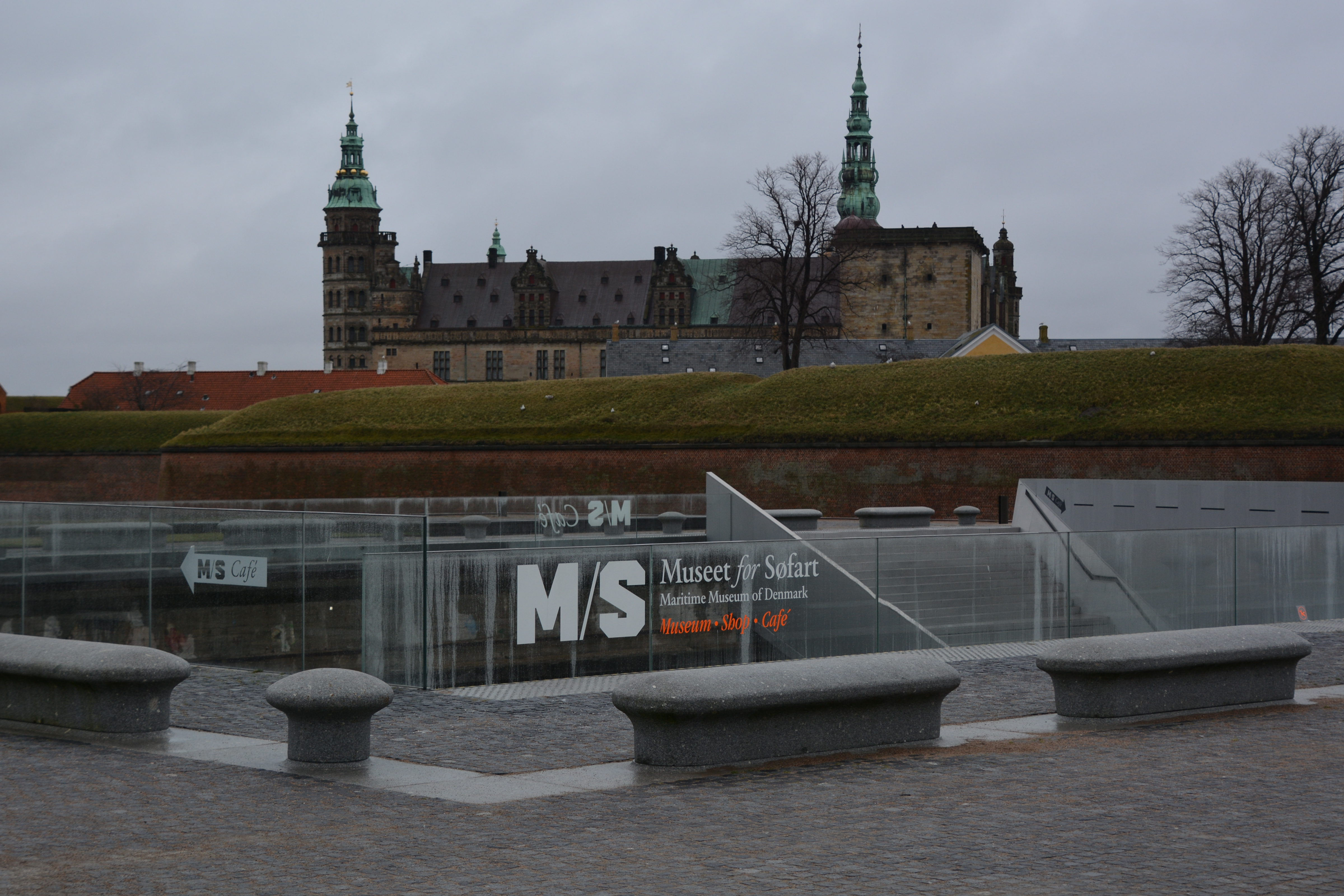
Museet for Søfart
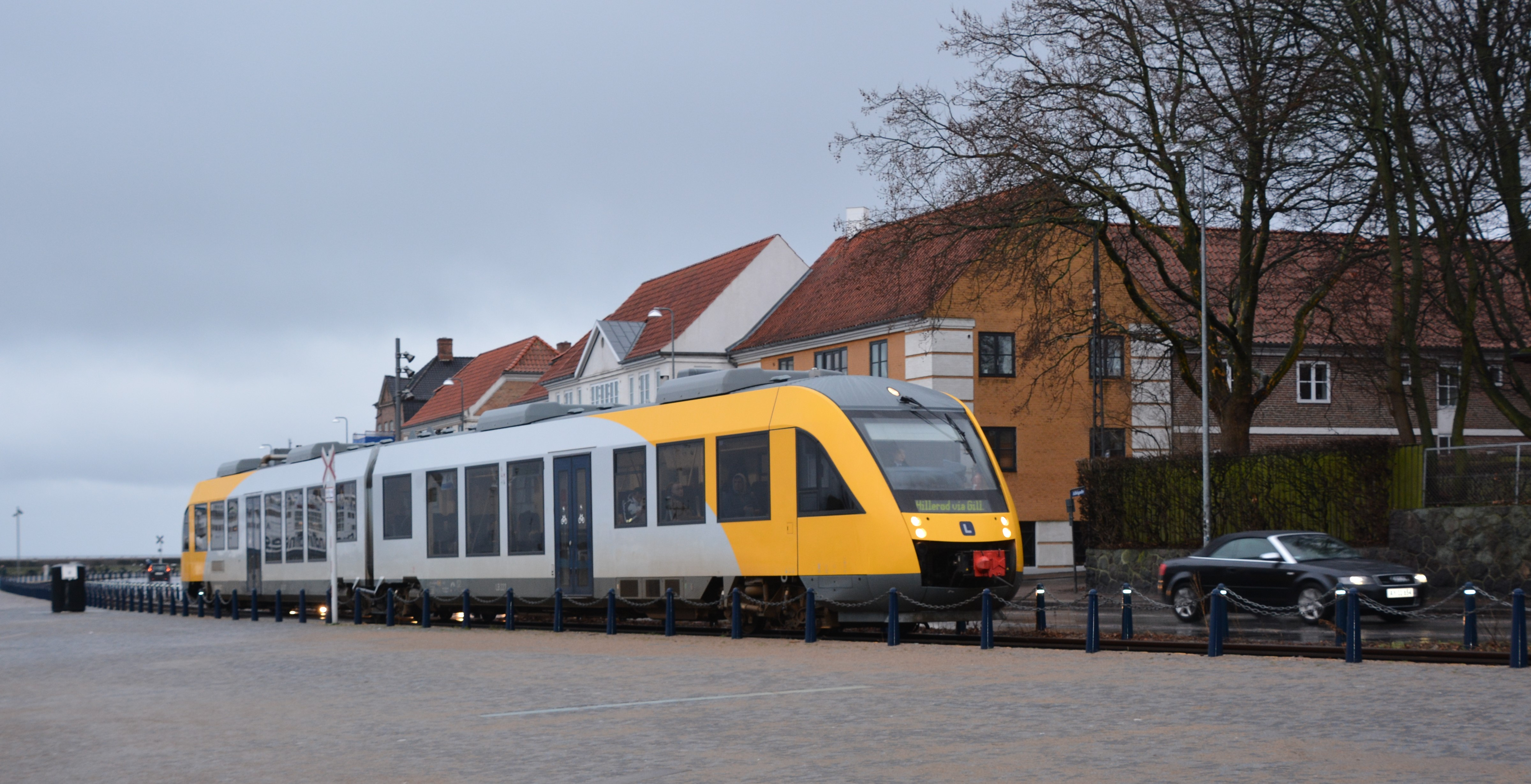
Tåg på Hornbækbanen på Havnegade
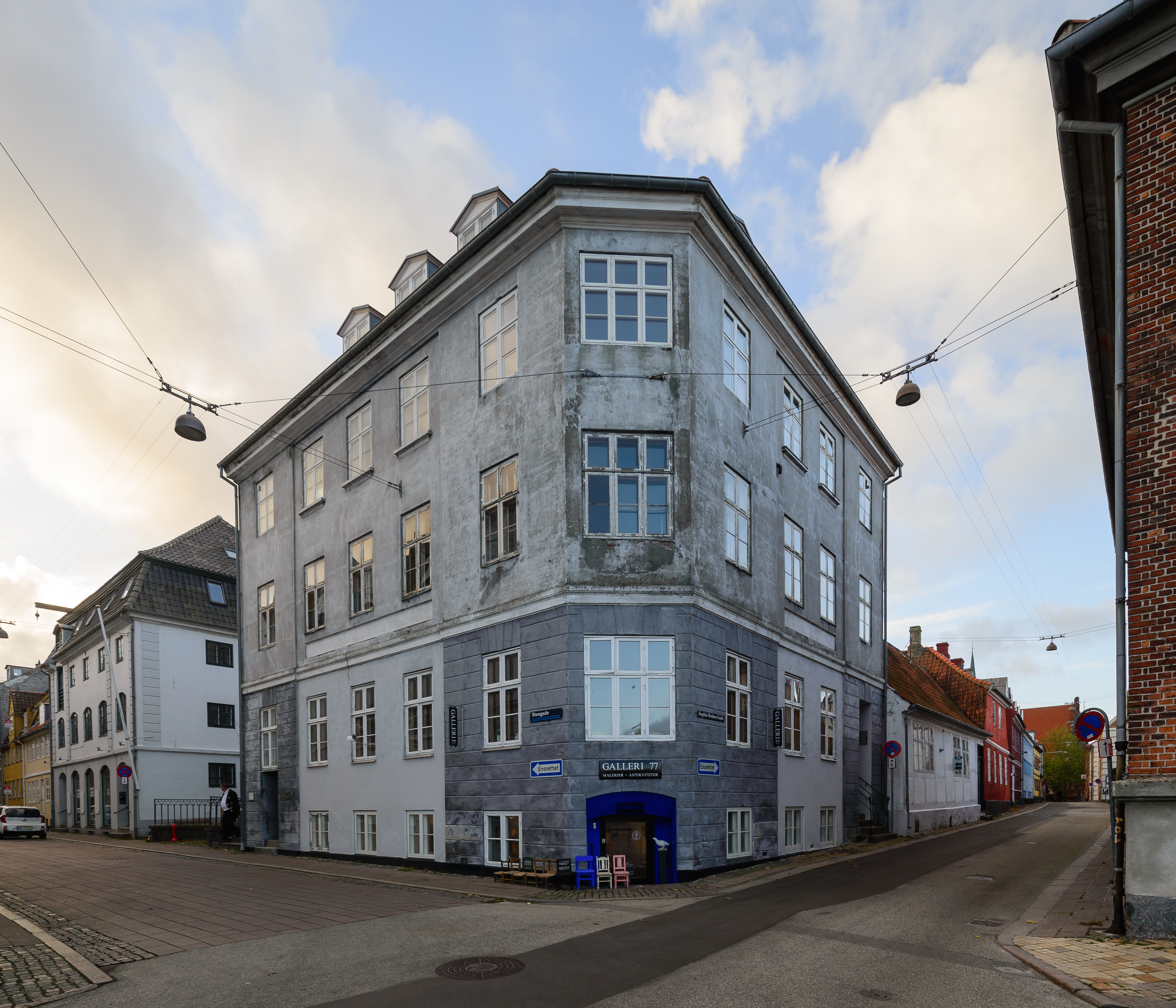
De Mezas Gård